# Тамара (име)
Тамара је женско библијско име хебрејског порекла чије је значење палмино дрво (Támár). 

## Имендани у Мађарској
- 26. јануар.
- 6. мај.
- 1. септембар.
- 29. децембар.

## Варијације имена
- Там - (Tam)
- Тами - (Tammy)
- Тара - (Tara)

## Познате личности
- Тамара Жигмонд - (Zsigmond Tamara) глумица
- Тамара Драгичевић - ("Dragicevic Tamara") глумица